# 2614 Torrence
2614 Torrence è un asteroide della fascia principale. Scoperto nel 1980, presenta un'orbita caratterizzata da un semiasse maggiore pari a 2,3388924 au e da un'eccentricità di 0,1675626, inclinata di 6,91396° rispetto all'eclittica.
L'asteroide è dedicato al planetologo statunitense Torrence V. Johnson.